# Смычка (Пуховичский район)
Смычка (бел. Смычка) — деревня в Пуховичском районе Минской области. Входит в состав Туринского сельсовета.

## Географическое положение
Находится примерно в 11 километрах северо-восточнее райцентра и в 15 километрах от железнодорожной станции Пуховичи на линии Минск—Осиповичи, в 57 км от Минска. С южной и западной сторон к деревне примыкает небольшой перелесок, в 200 метрах к западу расположено небольшое открытое болото округлой формы диаметром 0,4—0,5 км с озерком в центре (диаметр последнего 90—100 метров).

## История
Населённый пункт был основан в 1920-е годы как посёлок на территории Туринского сельсовета Пуховичского района (с 20 февраля 1938 — Минской области). Согласно переписи населения СССР 1926 года здесь насчитывалось 12 дворов, проживали 69 человек. В период Великой Отечественной войны оккупирован немецко-фашистскими захватчиками в конце июня 1941 года. Освобождён в начале июля 1944 года. По состоянию на 2002 год деревня в составе Туринского сельсовета, здесь было 3 круглогодично жилых дома, 5 постоянных жителей. На 2012 год остался 1 жилой дом, 1 постоянный житель

## Население
- 1926 — 12 дворов, 69 жителей
- 2002 — 3 двора, 5 жителей
- 2012 — 1 двор, 1 житель